# ای‌اف‌تی
ای‌اف‌تی (EFT) مخفف عبارت Emotional Freedom Techniques که با ترجمه‌های مختلفی از جمله تکنیک‌های رهایی عاطفی شناخته می‌شود، روشی است که با فشار دادن، ضربه زدن یا مالش نقاط طب فشاری، همزمان با تمرکز بر موقعیت‌های مرتبط با ترس‌ها یا آسیب‌های روانی شخصی، به عنوان یک روش درمانی برای کاهش آسیب‌ها انجام می‌شود. ای‌اف‌تی از نظریه‌های مختلف پزشکی جایگزین مانند طب سوزنی، برنامه‌ریزی عصبی زبانی، انرژی‌درمانی و درمان میدان فکری (TFT) بهره می‌گیرد. این تکنیک همچنین ترکیبی از عناصر مواجهه درمانی، رفتاردرمانی شناختی و تحریک سوماتیک است. شناخته شدن این روش بیشتر به دلیل کتاب راهنمای EFT اثر گری کریگ است که در اواخر دهه ۱۹۹۰ منتشر شد، همراه با کتاب‌های دیگر و کارگاه‌های آموزشی مرتبط از مدرسان مختلف. ای‌اف‌تی و روش‌های مشابه اغلب تحت عنوان کلی «انرژی‌درمانی» مورد بحث قرار می‌گیرند.
به عبارت دیگر، این تکنیک بر اساس نظریه‌ای است که عدم تعادل در سیستم انرژی بدن می‌تواند به احساسات منفی و ناهنجاری‌های روحی-روانی منجر شود. در ای‌اف‌تی، افراد با ضربه زدن به نقاط خاصی از بدن که به عنوان نقاط مریدین شناخته می‌شوند و تمرکز بر احساسات یا مشکلات خاص، سعی می‌کنند این عدم تعادل‌ها را برطرف کنند.